# Dana (Indiana)
Dana es un pueblo ubicado en el condado de Vermillion en el estado estadounidense de Indiana. En el Censo de 2010 tenía una población de 608 habitantes y una densidad poblacional de 803,94 personas por km².

## Geografía
Dana se encuentra ubicado en las coordenadas 39°48′26″N 87°29′40″O / 39.80722, -87.49444. Según la Oficina del Censo de los Estados Unidos, Dana tiene una superficie total de 0.76 km², de la cual 0.76 km² corresponden a tierra firme y (0%) 0 km² es agua.

## Demografía
Según el censo de 2010, había 608 personas residiendo en Dana. La densidad de población era de 803,94 hab./km². De los 608 habitantes, Dana estaba compuesto por el 97.53% blancos, el 0.16% eran afroamericanos, el 0.49% eran amerindios, el 0.16% eran asiáticos, el 0% eran isleños del Pacífico, el 0.66% eran de otras razas y el 0.99% pertenecían a dos o más razas. Del total de la población el 1.32% eran hispanos o latinos de cualquier raza.